# Cryptocarya beddomei
Espèce
Statut de conservation UICN

 VU B1+2c : Vulnérable
Cryptocarya beddomei est une espèce de plantes à fleurs de la famille des Lauraceae.

## Publication originale
- Kew Bulletin 127. 1925.